# 漫画史记
《漫画史记》是孙元伟所画的漫画，洋洋兔编绘，于2012年4月上市，用漫画的方式来表现《史记》。一套5集。由北京理工大学出版社出版。

## 各卷标题
华夏始祖
千古一帝
楚汉风云
汉武大帝
贤相姜尚
春秋霸主
卧薪尝胆
万世师表
荆柯（原文如此，应为荆轲）刺秦
国士无双
千古悲歌
大汉飞将